# More (명령어)
명령 프롬프트에서 more는 텍스트 파일의 내용을 한 번에 한 화면씩 보여주기 위한 명령어이다.(터미널 페이저). 이 명령어는 유닉스와 유닉스 계통 시스템, 도스, OS/2, 그리고 윈도우에서 사용된다. 이러한 종류의 프로그램은 페이저라고 불린다. more는 매우 기본적인 페이저로서, 원래는 파일의 앞방향으로 밖에 움직일 수 없지만, 새로운 구현체는 뒷방향으로 움직이는 기능을 제한적으로 제공하고 있다.

## 역사
more 명령어는 원래 캘리포니아 대학교 버클리 졸업생인 다니엘 할버트(Daniel Halbert)가 1978년에 작성한 것이다. 이것은 3.0 BSD에 최초로 포함된 이래로 모든 유닉스 시스템에서 표준 프로그램으로 사용되고 있다. 이와 비슷한 명령어인 less는 파일의 앞 방향만이 아닌 앞뒤 방향 모두로 움직일 수 있는 확장된 기능을 제공하는데 1983-85년에 마크(Mark Nudelman)가 작성한 것으로, 현재는 거의 모든 유닉스, 유닉스 계통 시스템에 포함되어 있다.

## 사용법

### 유닉스
명령문은 다음과 같다:
```
more [옵션] [파일 이름]
```

만약 파일 이름이 주어지지 않는다면 more는 표준 입력으로부터 입력값을 찾는다.
more이 일단 입력값을 얻게 되면, 현재 화면에 맞는 한 최대한의 정보를 보여주고 이어지는 사용자의 입력을 기다린다. 단 예외적으로 폼 피드(form feed ; ^L)가 있는 경우에는 화면에 얼마의 텍스트가 나타났는지와 무관하게 폼피드 명령이 있는 행에서 진행이 멈추게 된다. 화면 좌측 아래에 "--More--"라는 텍스트와 more가 진행시킨 파일의 백분율이 나타난다. (이 백분율 값은 현재 화면에 나타나 있는 문자를 포함한 것이다.) more가 파일을 끝(100%)까지 진행시키면 프로그램은 종료된다. 파일을 진행시키는 가장 일반적인 방법들로는 출력물을 한 줄씩 진행시키는 ↵ Enter와, 한 페이지씩 진행시키는 스페이스바가 있다.
다른 명령어들도 문서를 진행시키는 데에 사용될 수 있다. 더 자세한 사항은 more의 매뉴얼 페이지를 참고하라.

#### 옵션
옵션들은 일반적으로 파일 이름 앞에 들어가는데, $MORE와 같이 환경 변수안에 들어갈 수도 있다. 실제 명령행 내에 쓰인 옵션은 $MORE 환경 변수 안에 들어간 옵션들보다 우위를 지닌다. 옵션들은 유닉스 시스템에 따라 달라질 수 있지만 일반적인 옵션들은 다음과 같다:
- -num: 이 옵션은 화면에 나타나는 줄 수를 지정한다.
- -d: more는 글자를 입력받아야 할 때 "[계속하려면 스페이스바를 누르고, 나가려면 'q'를 누르시오.]"라는 메시지를 사용자에게 보여주고 잘못된 키를 눌렀을 때에는 소리를 내는 대신 "[도움말을 보려면 'h'를 누르시오.]"라는 메시지를 보여준다.
- -l: more는 일반적으로 ^L(폼 피드)를 특수 문자로 받아들이기 때문에 폼 피드를 포함하고 있는 행 다음에서는 정지하게 된다. -l 옵션은 이러한 상황을 방지한다.
- -f: more가 논리적으로 화면을 구성하도록 한다. (예를 들어 긴 문장이 끊이지 않게 한다.)
- -p: 스크롤을 하지 않게 한다. 대신 전체 화면을 지우고 텍스트를 보이게 한다.
- -c: 스크롤을 하지 않게 한다. 대신 화면에 보이는 대로 각 행의 남아있는 것을 지우고 화면의 위에서부터 채운다.
- -s: 여러 행의 빈 줄을 하나로 통합한다.
- -u: 밑줄 문자열을 무시하고 보여준다.
- +/: +/ 옵션은 파일이 표시되기 전에 찾을 문자열을 지정한다. (예시: more +/Preamble gpl.txt)
- +num: num행 번호로부터 시작한다.

### 마이크로소프트 윈도우
명령문은 다음과 같다:
```
command
 | 
more
 [/c] [/p] [/s] [/tn] [+n]

more
 [[/c] [/p] [/s] [/tn] [+n]] < [드라이브:] [경로] 파일 이름

more
 [/c] [/p] [/s] [/tn] [+n] [파일]
```

#### 예시
화면에 letter.txt라는 이름으로 저장된 파일을 나타내기 위해서 사용자는 아래에 나오는 두 명령 중 하나를 사용할 수 있다:
```
more
 < letter.txt

type
 letter.txt | 
more
```

이 명령은 letter.txt의 첫 화면부터 보여주는데, 다음과 같은 프롬프트가 나타난다:
```
-- More --
```

스페이스바를 누르면 다음 화면이 나타난다. 파일을 열기 전에 화면을 지우거나 모든 여백 행을 지우는 것이 가능하다.
```
more
 /c /s < letter.txt

type
 letter.txt | 
more
 /c /s
```

### OS/2
명령문은 다음과 같다:
```
MORE < [드라이브:][경로]파일 이름
command | more
```

- 드라이브:\경로\파일 이름 – 한 번에 한 화면씩 나타낼 파일의 장소를 지정한다.
- command | – 그 결과가 출력될 명령어를 지정한다.

#### 예시
dir 명령을 사용하여 OS/2의 시스템 디렉터리의 내용으로 돌아가 more 명령을 사용하여 그 내용을 한 화면에 보여주기:
```
[C:\]dir C:\OS2 
|
 more

```

## 같이 보기
- pg (유닉스)
- less